# Chester Bennett
Chester Bennett, né à San Francisco (Californie) et décédé le 29 octobre 1943 à Hong Kong, est un réalisateur américain de film muet.

## Filmographie
- 1919 : When a Man Loves
- 1920 : The Purple Cipher (en)
- 1920 : The Romance Promoters (en)
- 1920 : Captain Swift (en)
- 1920 : A Master Stroke (en)
- 1921 : Diamonds Adrift (en)
- 1921 : The Secret of the Hills (en)
- 1921 : Three Sevens (en)
- 1922 : Belle of Alaska (en)
- 1922 : Colleen of the Pines (en)
- 1922 : The Snowshoe Trail (en)
- 1922 : Thelma (en)
- 1923 : Divorce (en)
- 1924 : The Lullaby (en)
- 1924 : The Painted Lady
- 1925 : The Ancient Mariner
- 1925 : Champion of Lost Causes (en)
- 1926 : Honesty--The Best Policy (en)